# Russell Mwafulirwa
Russell Mwafulirwa (Zomba, Malaui, 24 de febrero de 1983) es un exfutbolista de Malaui que jugaba en la posición de delantero centro.

## Carrera

### Club
| Periodo   | Club              | Apariciones | Goles |
| --------- | ----------------- | ----------- | ----- |
| 2000–2001 | Silver Strikers   | 0           | 0     |
| 2001–2002 | Big Bullets       | 36          | 17    |
| 2002–2006 | Jomo Cosmos       | 49          | 9     |
| 2006–2008 | Ajax Cape Town FC | 50          | 10    |
| 2008–2011 | IFK Norrköping    | 57          | 18    |
| 2012–2015 | IK Sleipner       | 2           | 1     |
| 2016      | Mzuzu United      | 0           | 0     |

### Selección nacional
Jugó para Malaui en 44 ocasiones de 2002 a 2013 y anotó nueve goles; dos de esos goles fueron en la Copa Africana de Naciones 2010.

## Logros
- Super Liga de Malaui (1): 2001
- Telekom Knockout (4): 2002, 2003, 2005, 2008
- Copa Nedbank (1): 2007
- Copa Mangaung (1): 2007